# Teniente General Emilio Mitre
Teniente General Emilio Mitre es un paraje rural ubicado en el departamento Conhelo, en la provincia de La Pampa, Argentina. Forma parte del municipio de Rucanelo.
Cuenta con su estación ferroviaria homónima, la cual dejó de prestar servicios en 1990 por el cierre del ramal ferroviario General Pico-Telén. El paraje se encuentra en cercanías del cruce de la Ruta Provincial 102 con la Ruta Provincial 11.